# Jacintàcies
Les Jacintàcies (Hyacinthaceae) foren una família de plantes amb flor de l'ordre Asparagals que comprenia unes deu mil espècies distribuïdes predominantment en climes mediterranis, sobretot al Mediterrani, fins a l'Àsia central i Birmània, i amb alguns representants al sud d'Àfrica. El nom d'aquesta família s'origina en la mitologia grega.

## Característiques
Es tracta d'espècies monocotiledònies, herbàcies, bulboses i perennes molt apreciades com a plantes de jardí. Es caracteritzen per tenir les fulles bastant carnoses i mucilaginoses, disposades en una roseta basal, i perquè contenen compostos verinosos, per la qual cosa no són comestibles. Les flors es disposen en inflorescències a l'extremitat d'un escap afil·le, sovint en forma de raïm o bé d'espiga. Els pedicels no són articulats. Les flors són hermafrodites, actinomorfes i molt sovint de tons llampants. Els colors de la corol·la poden ser blanc, groc, violeta, blau, marró o fins i tot negre. Les arrels són contràctils.

## Ecologia
Es reprodueixen tant de manera sexual com asexual. Les flors, molt vistoses, ofereixen nèctar i pol·len com a recompensa als insectes voladors (abelles, mosques, vespes, etc.) i a alguns ocells per la pol·linització. La reproducció asexual pot ser a través de petits bulbs que creixen al costat de la mare (reproducció vegetativa) o bé de llavors (per apomixi). En aquest darrer cas, moltes espècies ofereixen eleosomes com a recompensa a les formigues per transportar les llavors, que també es poden dispersar pel vent o a l'aigua.

## Taxonomia
Els gèneres Chlorogalum i Camassia abans formaven part de la família Hyacinthaceae. Segons el sistema APG II, molts gèneres formen part de la subfamília Scilloideae (Asparagaceae), mentre que en el sistema Cronquist formen part de les liliàcies.

## Gèneres
Segons Watson & Dallwitz:
| - Albuca - Alrawia - Amphisiphon - Androsiphon - Barnardia - Battandiera - Bellevalia - Brimeura - Bowiea - Chionodoxa - Daubenya - Dipcadi | - Drimia - Drimiopsis - Eucomis - Fortunatia - Galtonia - Hyacinthella - Hyacinthoides (sinònim: Endymion) - Hyacinthus - Lachenalia - Ledebouria - Leopoldia - Litanthus | - Massonia - Muscari - Muscarimia - Neobakeria - Neopatersonia - Ornithogalum - Oziroe - Periboea - Polyxena - Pseudogaltonia - Puschkinia - Resnova | - Rhadamanthus - Rhodocodon - Schizobasis - Schizocarphus - Schoenolirion - Scilla - Tenicroa - Thuranthos - Urginea - Veltheimia - Whiteheadia |